# Marc-André Poissant
Marc Fisher (né Marc-André Poissant), né le 13 mars 1953, est un écrivain et conférencier québécois. 

## Publications
- Le psychiatre, Édition Québec Amérique, 1995.
- Le golfeur et le Millionaire, Édition Québec Amérique, 1996.
- Le Livre de ma femme, Édition Québec Amérique, 1997.
- Le Millionnaire, Tome 1 - Un conte sur les principes spirituels de la richesse, Édition Québec Amérique, 1997.
- Le Cadeau du millionnaire, Édition Québec Amérique, 1998.
- Les hommes du zoo, Édition Québec Amérique,1998.
- Conseils à un jeune romancier, Édition Québec Amérique, 2000.
- Le Vendeur et le Millionnaire, Édition Québec Amérique, 2003.
- Le Millionnaire, Tome 2 - Un conte sur la Magie de l'Esprit, Édition Québec Amérique, 2004.
- Miami, Édition Québec Amérique, 2005.
- Le Millionnaire, Tome 3 - Le Monastère des millionnaires, Édition Québec Amérique, 2005.
- La Femme rousse, Édition Québec Amérique, 2006.
- Le millionaire paresseux, Édition Québec Amérique, 2009.
- Parce que c'était toi, Édition Québec Amérique, 2010.
- La jeune millionnaire et les secrets (parfois tristes) de son succès (écrit avec Eliane Gamache Latourelle), 2014.
- Voir Grand (biographie de Luc Poirier), 2016.
- Ménage à quatre, Édition Quebec Amerique, novembre 2017, 380 p. (ISBN 978-2-7644-3424-6)
- Le premier million, Édition Un monde différent, 2021.